# Boulders
Albums de Roy Wood
Mustard
(1975)
Boulders est le premier album solo de Roy Wood. Enregistré en 1969, alors que Wood est encore membre de The Move et qu'il se prépare à fonder l'Electric Light Orchestra. Sa sortie est refusée par Don Arden, le manager du groupe. Le disque ne sort donc finalement qu'en 1973, alors que Wood a déjà fondé son nouveau groupe Wizzard.
Roy Wood joue de tous les instruments (hormis l'harmonium sur la première piste), chante sur toutes les chansons, produit et arrange tout l'album. Il est également l'auteur de la pochette (un autoportrait inachevé).
L'album mélange différents styles, allant de la pop psychédélique (proche des premiers compositions de Wood avec The Move) au rock 'n' roll. Le single "Dear Elaine" (une ballade) remporte un certain succès et atteint la 8e place des charts en Angleterre.

## Titres
Toutes les chansons sont de Roy Wood.
1. Songs of Praise – 4:40
2. Wake Up – 3:19
3. Rock Down Low – 3:52
4. Nancy Sing Me a Song – 3:28
5. Dear Elaine – 4:09
6. Medley : All the Way Over the Hill / Irish Loafer (And His Hen) – 4:49
7. Miss Clarke and the Computer – 4:20
8. When Granma Plays the Banjo – 3:13
9. Rock Medley: Rockin' Shoes / She's Too Good for Me / Locomotive – 7:31
10. Dear Elaine (rough mix) – 4:14 [titre bonus de la réédition 2007]

## Musiciens
- John Kurlander : harmonium sur Songs of Praise
- Roy Wood : chant, guitare, basse, cors, claviers, instrumentation